# Room Service (pièce de théâtre)
Pour les articles homonymes, voir Room Service.
Room Service est une pièce de théâtre d'Allen Boretz et John Murray écrite en 1937. Elle a été créée le 19 mai 1937 au Cort Theatre de New York dans une mise en scène de George Abbott.
Cette pièce a servi de scénario pour le film des Marx Brothers Panique à l'hôtel et a été traduite en français sous le titre Adieu Berthe. Elle a fait partie des programmes d’Au théâtre ce soir.